# Тихомировка
Тихоми́ровка (рос. Тихомировка) — присілок у складі Асінівського району Томської області, Росія. Входить до складу Большедороховського сільського поселення.

## Населення
Населення — 107 осіб (2010; 157 у 2002).
Національний склад (станом на 2002 рік):
- росіяни — 95 %